# Bauer Gyula
Krupieci Bauer Gyula, héber nevén Jákov ben Cvi  (Tata, 1862. augusztus 25. – Budapest? 1940. június 6.) zsidó származású magyar katona, császári és királyi ezredes, az első világháború egyik kiemelkedő harctéri parancsnoka, akit a Horthy-rendszerben előléptettek vezérőrnagynak.

## Élete
Vallásos zsidó családban született Tata-Tóvárosban, Komárom vármegyében, 1862. augusztus 25-én. Apja, Bauer Hermann néhány évvel korábban vándorolt be Dél-Lengyelországból, azonban testvérei és szülei ott maradtak, Krakkó mellett. Magyarországon házasodott, első felesége Bonyhády Rozália lett. A család vallásossága bizonyosan közrejátszott abban, hogy a tábornok soha nem hagyta el ősei hitét. Tatai magántanulmányok után reáliskolát végzett, jó eredménnyel, majd 1880 és 1882 között kadétiskolai diák, azaz cőger lett Budapesten. 1886-ban lovastanfolyamot végzett, 1895–96-ban pedig Pozsonyban járta ki a törzstiszti iskolát.
Másodjára 1911. szeptember 14-én vette el feleségül a neves magyar–zsidó költő, Kiss József és Bermann Róza leányát, Kiss Erzsébetet. Bauer maga is amatőr költő volt, egyik-másik versét publikálták is irodalmi lapok; kiváló kapcsolatot épített ki Kiss Józseffel, aki akkoriban az A Hét című lap főszerkesztője is volt. Kapcsolatuk alapja Bauer verselő szenvedélye volt, számos munkáját küldte el Kissnek, és az évek során kapcsolatuk eljutott odáig, hogy a fess, biztos karrierrel bíró k. u. k. őrnagy meghívást nyert Kissékhez, ahol bemutatták a család hölgytagjainak is; a januári első találkozót májusban eljegyzés, majd házasság, és egy abbáziai nászút követte. Egyetlen gyermekük, Bauer Sára 1917-ben született. Kettejük későbbi levelezése alapján Bauer Gyula gondoskodó és féltő apa volt, azonban feleségével viszonya a háború végére végletesen megromlott, és 1919-ben hivatalosan el is váltak, mind a felekezeti, mind a polgári hatóságok előtt. Idős korában támasza harmadik felesége, dr. Loewe Celestine (1876–1943) lett.

## Katonai pályafutása
Bauer Gyula szolgálati karrierje 1882-ben indult el, amikor a cs. és kir. 12. “Parmann” (korábban Erzherzog Wilhelm) Gyalogezredhez került hadapródként. 25 évig szolgált ennél a Komárom vármegyei kiegészítésű, kétharmad részben magyar, egyharmad részben szlovák katonákból álló ezrednél, ahol többek között mint a nem magyar anyanyelvű tisztikar magyar nyelvtanára is tevékenykedett. Az ifjú Bauer hadnagy kiváló lövész és lovas is volt, számos katonai és polgári sportverseny díját elnyerte, melyekért felettesei több alkalommal is írásos dicséretben részesítették. Őrnagyi előléptetését 1910-ben kapta meg, egyidejűleg a cs. és. kir. 68. “Freiherr von Reicher” Gyalogezredhez vezényelték, ahol első zászlóalj-parancsnoki beosztását teljesítette. Utolsó alakulatához, a somogyi-tolnai kiegészítésű cs. és kir. 44. “Erzherzog Albrecht” Gyalogezredhez 1914-ben, a háború kitörésekor került kinevezésre, nemes frankenhardti Mihanovics Károly ezredes mellé, ezredparancsnok-helyettesi beosztásba, immár alezredesként.
1914 júliusáig Bauer alezredes az alábbi kitüntetéseket birtokolta:
- Jubileumi Érem a Fegyveres Erő számára (1898)
- III. osztályú Tiszti Szolgálati Jel (1907)
- Jubileumi Kereszt a Fegyveres Erő számára (1908)
- Mozgósítási Kereszt (1913)

Ezredesi előléptetését 1915-ben kapta meg, egyidejűleg kinevezték a 44-es Gyalogezred parancsnokává. Katonái rajongva szerették Bauert, aki nemkülönben igen büszke volt az ő „gazfickóira”, ahogyan egy levelében utal somogyi bakáira, akik az általuk közkeletűen használt „Rosseb” káromkodásnak köszönhetően Rosseb-bakaként, alakulatuk neve pedig Rosseb Ezredként terjedt el a polgári köznyelvben.
Bauer ezredes ízig-vérig frontkatona volt, együtt harcolt katonáival a legrosszabb körülmények között Galícia sártengerrel övezett lövészárkaiban, és a Karsztvidék kavernáiban is. Kiérdemelte a frontszolgálatért járó Károly-csapatkeresztet és a Sebesültek Érmét is, két középsávval, két sebesüléséért: az elsőt 1914. szeptember 14-én, Mszana Dolna mellett, Galíciában, a másodikat pedig 1916 júniusában szerezte, ezzel pedig az egyszerű bakák őszinte megbecsülését vívta ki. Katonadalaikba rendre bele is fűzték parancsnokuk nevét. A 44-esek kedvelt nótáit Felber Pál szakaszvezető, kaposvári zsurnaliszta összegyűjtötte, és még a háború során könyvben kiadta, ebből idézve, az egyik kedves példa ezekre a versekre a következő:

Ő Felsége ha rátekint a tábori térképre,
könnyes szemmel büszkén gondol a sok magyar vitézre,
zászlót tűzet ki az Ikva partjára,
így könnyebben rátalál a negyvennégyes bakára.
Messze fönt az Ikva mentén rossebb baka hurrázik,
puska ropog, ágyú dörög, s rémségesen villámlik,
a rossebbnek a harctéren nincs párja,
minden egyes ütközetnek ezer muszka az ára.
Bauer Ezredes Úr megírta a parancsba,
hogy a rossebb a világon a legelső a harcba’
ezer érem ezer vitéz mellére, arany babérkoszorú a zászlótok tetejére. '
Bauer élete utolsó napjáig vallásos, hagyományhű zsidó maradt, így is temették el. A hagyományok tisztelete nemcsak számára volt fontos, de mindent megtett, hogy katonái – vallásra való tekintet nélkül – igyekezzenek a lehetőségekhez képest hozzájutni a szükséges lelki táplálékhoz. Nem ismert semmiféle megkülönböztetést, csak jó vagy rossz katonát, akiket kemény kézzel, de igazságosan vezetett, igen eredményesen: a somogyi rosseb-bakák a magyar alakulatok legkiválóbbjai közé tartoztak. Hadvezetési képességei révén több komoly elismerésben is részesült. Ezen elismerések közül a legkiemelkedőbb a magyar nemesi cím elnyerése, 1917-ben, „krupieci” praedicatummal. A 44. Gyalogezred legkeményebb, és legeredményesebb csatáinak egyikét ugyanis a galíciai Krupiec mellett vívta. Az első világháború során hagyományossá vált, hogy a nemességet szerző katonák nemesi előnevét a haditetteikhez kötődő helységről kapták, illetve azt választották maguknak.
Bauer kiválóságát bizonyítja az is, hogy azon harctéri parancsnokok közé tartozott, akik katonáikat teljes rendben és felszereléssel vezették haza a frontról: az általa vezetett 62. Gyalogdandár (és azon belül, a 44. Gyalogezred) alakulatai 1918 novemberében tértek vissza Kaposvárra. Az 1919-es forradalmak nem hoztak sok jót Bauer ezredes számára, a magyarországi Tanácsköztársaság regnálása alatt házi őrizetben volt budapesti, Városmajor utcai lakásában. Szeretett uralkodója kényszerű száműzetése, a Habsburg Birodalom összeomlása meggyötörték egyébként is sokat szenvedett szervezetét, nagyon nehezen tudta elfogadni, hogy az a világ, melyben felnőtt, amelytől mindent megkapott, megszűnt létezni.
Bauer ezredes részére az alábbi kitüntetéseket adományozták a világháború során;
- Osztrák Császári Vaskorona-rend III. osztálya, hadiékítménnyel (1916-tól a kardokkal), 1915. szeptember 1-jén,
- Katonai Érdemkereszt III. osztálya, hadiékítménnyel és kardokkal, 1916. április 24-én,
- Bronz Katonai Érdemérem hadiszalagon a kardokkal, 1917. június 14-én,
- Károly Csapatkereszt, 1917-ben,
- II. osztályú Tiszti Szolgálati Jel, 1917-ben,
- a Sebesültek Érme két középsávval, két sebesüléséért 1918-ban.

1921-ben vitéz nagybányai Horthy Miklós, Magyarország kormányzója címzetes tábornoki címmel tüntette ki. Nemes sióagárdi Zöld Márton ezredes mellett, ő volt a magyar fegyveres erők egyetlen, 1918 után tábornoki címet nyert, izraelita vallású tisztje. 1929 után még birtokosa lett a kardos-sisakos Magyar Háborús Emlékéremnek, majd az Osztrák és a Bolgár Háborús Emlékérmeknek is.

## Halála és emlékezete

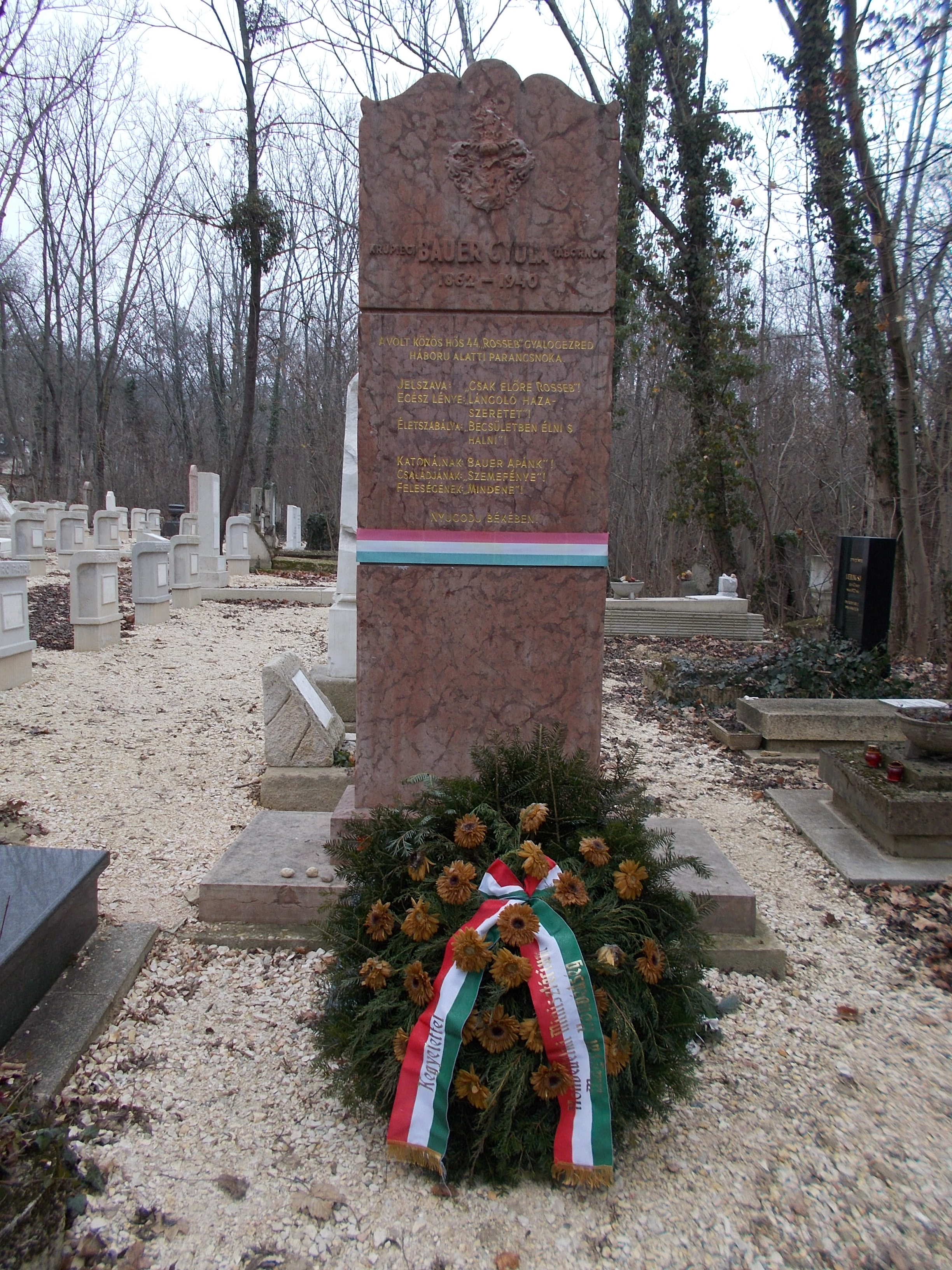
Bauer Gyula tábornok síremléke a Farkasréti zsidó temető katonai parcellájában

Nemes krupieci Bauer Gyula tábornok 78 évesen, 1940. június 6-án, vagyis 5700 ijjár hónap 29-én hunyt el. Leánya, nemes krupieci Bauer Sára, ifjú férjét, Halmágyi Zoltánt még 1944 tavaszán elvesztette, és a hegyeshalmi halálmenetet túlélve, a lichtenwörth-i koncentrációs táborból tért haza.
Nemes krupieci Bauer Gyula tábornok sírja a budapesti Farkasréti izraelita temetőben található, síremlékét az ezred mottója díszíti: „Csak előre, rosseb!” Síremlékét 2014-ben a Honvédelmi Minisztérium és egy kanadai magyar katonai hagyományőrző szervezet felújíttatta.
2023 óta a nevét viseli az MH Bauer Gyula 5. Területvédelmi Ezred. 